# John Farmer
John Farmer (1570 circa – 1601 circa) è stato un compositore inglese attivo alla fine del XVI secolo.

## Biografia
Nacque in Inghilterra intorno al 1570 anche se la data esatta non è nota  e viene stimata fra il 1564 ed il 1565 basandosi su dati non certi. Farmer divenne un pupillo del mecenate Conte di Oxford a cui dedicò la sua collezione di canoni e il suo ultimo volume di madrigali. Nel 1595, Farmer venne nominato organista e maestro del coro di voci bianche della Cattedrale cattolica di Dublino e allo stesso tempo organista della St Patrick's Cathedral di Dublino. Nel 1599, si trasferì a Londra e pubblicò l'unica sua collezione di madrigali a quattro voci, che dedicò a Edward de Vere.
Giles Farnaby gli dedicò una pavana inserita nel Fitzwilliam Virginal Book, la Farmer's Paven (no. CCLXXXVII) e uno dei suoi pezzi figura nella collezione di madrigali The Triumphs of Oriana pubblicata a Londra nel 1601.

## Opere selezionate
- Fair Phyllis I Saw Sitting All Alone
- Fair Nymphs, I Heard One Telling
- A Pretty Little Bonny Lass
- Take Time While Time Doth Last